# Décoloniser l'histoire
 (novembre 2022).
La mise en forme du texte ne suit pas les recommandations de Wikipédia : il faut le « wikifier ».
Les points d'amélioration suivants sont les cas les plus fréquents :
- Les titres sont pré-formatés par le logiciel. Ils ne sont ni en capitales, ni en gras.
- Le texte ne doit pas être écrit en capitales (les noms de famille non plus), ni en gras, ni en italique, ni en « petit »…
- Le gras n'est utilisé que pour surligner le titre de l'article dans l'introduction, une seule fois.
- L'italique est rarement utilisé : mots en langue étrangère, titres d'œuvres, noms de bateaux, etc.
- Les citations ne sont pas en italique mais en corps de texte normal. Elles sont entourées par des guillemets français : « et ».
- Les listes à puces sont à éviter, des paragraphes rédigés étant largement préférés. Les tableaux sont à réserver à la présentation de données structurées (résultats, etc.).
- Les appels de note de bas de page (petits chiffres en exposant, introduits par l'outil «  Source ») sont à placer entre la fin de phrase et le point final[comme ça].
- Les liens internes (vers d'autres articles de Wikipédia) sont à choisir avec parcimonie. Créez des liens vers des articles approfondissant le sujet. Les termes génériques sans rapport avec le sujet sont à éviter, ainsi que les répétitions de liens vers un même terme.
- Les liens externes sont à placer uniquement dans une section « Liens externes », à la fin de l'article. Ces liens sont à choisir avec parcimonie suivant les règles définies. Si un lien sert de source à l'article, son insertion dans le texte est à faire par les notes de bas de page.
- La présentation des références doit suivre les conventions bibliographiques. Il est recommandé d'utiliser les modèles {{Ouvrage}}, {{Chapitre}}, {{Article}}, {{Lien web}} et/ou {{Bibliographie}}. Le mode d'édition visuel peut mettre en forme automatiquement les références.
- Insérer une infobox (cadre d'informations à droite) n'est pas obligatoire pour parachever la mise en page.

Pour une aide détaillée, merci de consulter Aide:Wikification.
Si vous pensez que ces points ont été résolus, vous pouvez retirer ce bandeau et améliorer la mise en forme d'un autre article.
Décoloniser l'histoire est une websérie québécoise réalisée par Ky Vy Le Duc, produite par Picbois Productions et diffusé en ligne par Télé-Québec qui explore 10 sujets méconnus de l'histoire québécoise et canadienne du point de vue de personnes autochtones et racisées. Animée par Vanessa Destiné, Maïtée Labrecque-Saganash et Youssef Shoufan, la première saison a été lancée le 10 août 2021 sur le site web de Télé-Québec,.

## Épisodes
1. Chiens de traineau inuit abattus par milliers
2. Crise du taxi : le racisme des années 80
3. L'horreur des pensionnats indiens
4. Le 1er juillet : jour sombre de l'histoire des Chinois au Canada
5. Émeute étudiante à l'université George Williams
6. Raid policier à Listuguj
7. L'Affaire Rabinovitch : une grève antisémite au Québec
8. Femmes et luttes autochtones
9. La lutte méconnue des allumettières de Gatineau
10. Nationalisme autochtone : briser le mythe des deux peuples fondateurs

## Crédits
- Idée originale et production du contenu : Karine Dubois
- Réalisation : Ky Vy Le Duc
- Production : Karine Dubois et Marie-Pierre Corriveau
- Scénarisation : Suzie Bouchard
- Animation : Vanessa Destiné, Maïtée Labrecque Saganash et Youssef Shoufan
- Recherche : Jenny Cartwright et Mélanie Brière
- Recherche d'archives : Marie-Hélène Beaudry
- Experts-conseils : Philippe Néméh-Nombré, Harold Bérubé et Mikana
- Direction photo : Maurice Vadeboncoeur
- Montage : Ky Vy Le Duc

## Distinctions
L'émission a pu se distinguer dans l'univers des webséries en remportant quelques prix et en faisant apparition dans plusieurs festivals.
- 2021 – Grand Prix série courte – Festival Courts d’un soir
- 2021 – Médaille de la Paix catégorie coup de cœur – YMCA du Québec
- 2022 – IAWTV Awards
- 2022 – Gold Award + Social Impact Award – DC Webfest
- 2022 – Rendez-vous Québec Cinéma
- 2022 – INPUT Barcelona
- 2022 – Finaliste – Rockie Awards
- 2022 – Gagnant – Numix – Capsule et websérie – Documentaire – Enjeu de société, culture et histoire
- 2022 – Finaliste – Numix – International – Capsule et websérie – Réseaux sociaux
- 2022 – Gagnant – Meilleure série documentaire + Meilleure série montréalaise – T.O. Webfest
- 2022 – World Webfest Mania
- 2022 – Miami Webfest
- 2022 – Finaliste – Prix Gémeaux – Meilleure émission ou série originale produite pour les médias numériques : documentaire
- 2022 – Gagnante – Prix Gémeaux – Meilleure animation pour une émission ou série produite pour les médias numériques : affaires publiques, sport – Vanessa Destiné
- 2024 – Gagnant  – Série ou émission web de l’année du Gala Dynastie[5],[6]